# Exosphaeroma montis
Exosphaeroma montis är en kräftdjursart som först beskrevs av Hurley och Jansen 1977.  Exosphaeroma montis ingår i släktet Exosphaeroma och familjen klotkräftor. Inga underarter finns listade i Catalogue of Life.